# Dirty Harry vender tilbage
Dirty Harry vender tilbage (originaltitel Sudden Impact) er en amerikansk actionfilm fra 1983. Det er den fjerde film i Dirty Harry-serien med Clint Eastwood i hovedrollen som politimanden Harry Callahan. De foregående film var Dirty Harry (1971), Dirty Harry går amok (1973) og Dirty Harry renser ud (1976). Den blev efterfulgt af Dødsspillet, der udkom i 1988 og var den sidste film i serien.
Filmen er instrueret af Eastwood selv, og er dermed den eneste i serien. Udover Eastwood medvirker også Sondra Locke. Filmen er bl.a. kendt for catchphrase, "Go ahead, make my day", som bliver sagt af Clint Eastwoods karakter i begyndelsen af filmen. Den italienske udgave af filmen oversatte sætningen italiensk, "Coraggio... fatti ammazzare", og brugte den som titel.

## Handling
Kunstneren Jennifer Spencer (Sondra Locke) og hendes søster bliver voldtaget af en gruppe drenge, efter de bliver forrådt af en deres veninde Ray Parkins. Det brutale voldtægt gør Jennifers katatonisk. Ti år senere søger Spencer hævn. Hun dræber en af voldtægtsmændene (George Wilburn) med to skud i skridtet og ét i hovedet med en revolver. Spencer forlader herefter San Francisco som følge af den efterfølgende politiefterforskning. Efter hun er faldet til i San Paulo, begynder Spencer at restaurere en historisk karrusel tæt ved den strand, hvor voldtægten foregik.
Imens er inspektør Harry Callahan fra San Francisco Police Department frustreret da en dommer atter en gang afviser en sag som følge af uretmæssig tilbageholdelse. Senere på afbryder han et røveri på sin favoritdiner, hvor han dræber de fleste af røverne. Da en af de overlevende røvere tager et gidsel sigter Callahan på ham med sin .44 Magnum og udfordre ham med "Go ahead, make my day", hvorefter vedkommende overgiver sig. Senere får Callahan en magtfuld mafiaboss til at lide et fatalt hjertetilfælde, ved sit barnebarns bryllupsmiddag.
Politimanden Donnelly (Michael Currie) og andre overordnede officerer indkalder Callahan til en samtale. De kan ikke fyre eller suspendere den berygtede inspektør, da politikommissæren indrømmer at hans "ukonventionelle metoder... giver resultater", selvom det giver store fysiske ødelæggelser og dårlig publicity for afdelingen. I stedet beordrer de ham på ferie, som Callahan bruger på at øve sig på at skyde med sin .44 AutoMag og shotgun-bevæbnede partner Horace (Albert Popwell). Men Callahans afslapning bliver kortlivet, da fire af Threlkis' folk angriber ham. Callahan dræber de tre, og undslipper med nød og næppe. Den mistænkte fra den afviste sag og hans ven angriber også og smider to molotovcocktails ind i Callahans bil. Han får fat i den ene af de udetonerede bomber, og smider den ind i angribernes bil, hvilket forårsager at de to mænd kører i vandet og dør. Donnelly sender straks inspektøren til San Paulo for at undersøge mordet på den mand, som Spencer har dræbt. Selvom ofret var fra denne by, så har opgaven også til formål at beskytte Callahan og de civile. Som Donnelly bemærket "folk har en slem vane med at komme til skade omkring dig."
Dan han ankommer til den stille by San Paulo jagter Callahan en potentiel røver. Den dramatiske biljagt får dog snart det lokale politis opmærksomhed. Mens Callahan løber en tur med sin bulldog "Meathead" - en gave fra Horace - løber Callahan bogstavelig talt lige ind i Jennifer Spencer. Hun bliver mildest talt ikke begejstret. Da han vender tilbage til sit motel bliver han jagtet af den overlevende af Threlkis lejemordere. Han dræber manden, efter han bliver advaret af Meathead. Imens dræber Spencer den anden voldtægtsmand, Kruger, på stranden. Callahan genkender ham som modus operandi, men politichefen Lester Jannings (Pat Hingle) nægter at arbejde med den berømte "big city hotshot"-inspektør. Callahan finder ud af, at ofret og Parkins er venner med Jannings' søn, Alby. Parkins finder ud af, ta voldtægtsmændende er målet for morderen, og advarer to af dem (Tyrone og Mick). Efter en slåskamp med Krugers umedgørlige svogre, Eddie og Carl, møder Callahan igen Spencer — denne gang på en udendørs cafe. Over nogle drinks finder han ud af, at hun deler hans tilgang til resultater over metode, når det gælder at opnå retfærdighed. Callahan tilføjer dog "indtil det bryder loven." Han afslører at han er i San Paulo for at undersøge mordet på George Willburn, hvilket får Spencer til at være på vagt.
Callahan besøger Tyrones hjem og finder ham død som endnu et af Spencers ofre. Mick overnatter hos Parkins og de afventer begge et angreb. Da Callahan besøger dem for at udspørge dem, angriber Mick ham. Efter Callahan har afværget Mick tager han ham med på politistationen, alt imens Spencer ankommer til huset og skyder Parkins. Callahan og Spencer mødes igen og går i seng sammen. På vej ud opdager han Spencers bil, som han tidligere bemærkede foran Parkins' hus. Han går tilbage til Parkins' hjem og finder hendes lig. Eddie og Carl får Mick ud af fængslet mod kaution. Imens ankommer Horace til Callahans motel for at fejre, at trykket er lettet i San Francisco. I stedet møder han Mick og hans venner. Horace bliver dræbt og Mick finder Callahan, som han tæver og kaster i havet.
I mens ankommer Spencer til Jannings' hjem for at slå ham ihjel. Hun finder Alby Jannings i en katatonisk tilstand, efter hans skyldfølelse har fået ham til at forsøge at begå selvmord i en bilulykke. Chief Jannings indrømmer, at ham prøvede at beskytte sit gode rygte og eneste barn ved at "fikse" forbrydelsen. Han overbeviser Spencer om at skåne Albys liv, og lover at Mick, som han ikke ved atter er fri, vil blive straffet. Mick og de andre fanger Spencer og dræber Jannings med Spencers pistol.
Callahan overlever Micks angreb. Han får fat i sin AutoMag på motellet. Micks gruppe tager Spencer til Santa Cruz Beach Boardwalk for at voldtage hende igen, men hun formår at flygte til karrusellen. Det fanger hende igen, men bliver overraskede over Callahans pludselige genopståen fra de døde. Efter Callahan dræber de andre, jagter han Mick, som forsvinder med Spencer på toppen af Giant Dipper. Callahan gentager sin berømte udfordring "make my day"— denne gang til Mick. Da Mick griner fa Callahan bruger Spencer afledningen til at slippe fri. Mick står herefter fuldstændig fri, så Callahan kan skyde ham. Han sigter og skyder den sidste voldtægtsmand, som falder ned og bliver spiddet på hornet af en enhjørning på karrusellen.
Politiet ankommer og finder Spencers .38 med Mick; Callahan påstår at ballistiske undersøgelser vil vise at "hans pistol--- blev brugt til alle drabene". Sammen forlader en Callahan og Spencer gerningsstedet sammen.

## Medvirkende
- Clint Eastwood som Harry Callahan
- Sondra Locke som Jennifer Spencer[4][5][6]
- Pat Hingle som Chief Lester Jannings
- Bradford Dillman som Captain Briggs
- Paul Drake som Mick
- Albert Popwell som Horace King
- Audrie J. Neenan som Ray Parkins
- Jack Thibeau som Kruger
- Michael Currie som Lt. Donnelly
- Michael V. Gazzo som Threlkis
- Mark Keyloun som Officer Bennett
- Kevyn Major Howard som Hawkins
- Bette Ford som Leah
- Nancy Parsons som Mrs. Kruger

## Produktion
Manuskriptet til Dirty Harry vender tilbage blev oprindeligt skrevet af Charles B. Pierce og Earl E. Smith med henblik på en separat film til Sondra Locke, men blev senere omskrevet til en Dirty Harry-film af Joseph Stinson. Indspilningerne foregik i foråret 1983. Mange af filmens scener blev optaget i San Francisco Santa Cruz, Californien. Scenen, hvor Harry jager en bankrøver ned i et erhvervsområde, giver et sjældent glimt af området, inden dette blev ødelagt under Loma Prieta-jordskælvet den 17. oktober 1989. Optagelserne af røveriet på "Acorn Cafe" blev optaget på Burger Island (nu en McDonald's) på hjørnet af 3rd Street og Townsend i San Francisco. På dette tidspunkt i sin karriere modtog Eastwood en løn, der inkluderede 60 % af filmens overskud, hvilket kun efterlod 40 % til studiet. Det er blevet estimeret, at Eastwood tjente omkring $30 millioner på at lave Dirty Harry vender tilbage.

## Modtagelse

### Indtjening
Filmen var en kommerciel succes. I åbningsweekenden indspillede den for $9.688.561 fordelt på 1.530 biografer i USA. I alt indspillede den for $67.642.693 i USA, hvilket gjorde den til den mest indbringende film i Dirty Harry-serien.

### Anmeldelser
Dirty Harry vender tilbage modtog blandede anmeldelser. På hjemmesiden Rotten Tomatoes har filmen fået 56 % positive tilkendegivelser baseret på 34 anmeldelser med konsensus om at: "Sudden Impact leverer ildkraft - og den mest holdbare catchphrase - fans af Dirty Harry-serien, men det er ikke den bedste film i serien."
Vincent Canby kritiserede filmen og kommenterede at "plottet er åndssvagt og Hr. Eastwoods instruktion er primitiv, hvilket er en overraskelse, da han viste sig dygtig med film som Øje for øje og Pansernæven. Blandt andet får filmen aldrig rigtig fat på kontinuiteten. Nogle scener med samtidig handling ser ud til at foregår med ugers eller måneders mellemrum." Roger Ebert var mere positiv, selvom han skrev at filmen var "uplausibel" med "en papskurk", roste han også filmen som "en Dirty Harry-film med kun gode dele" og en film med stor målgruppe".

## Arv
Dirty Harry vender tilbage er bedst kendt for Harrys catchphrase, "Go ahead, make my day". I 2005 blev denne sætning stemt ind som nummer seks i American Film Institutes afstemning med de mest mindeværdige citater i filmhistorien. USA's præsident Ronald Reagan brugte "make my day" i en tale i marts 1985, hvor han truede med at nedlægge veto mod skatteforhøjninger. Under sin valgkampagne for at blive bormester i Carmel-by-the-Sea i 1986 brugte Eastwood klistermærker til bilen, hvorpå der stod "Go Ahead — Make Me Mayor".